# Mariene ecoregio Bounty- en Antipodeneilanden
De Mariene ecoregio Bounty- en Antipodeneilanden (230) (Engels: Bounty and Antipodes Islands marine ecoregion) is een biogeografische regio en ligt in het zuidwesten van de Grote Oceaan in de Mariene provincie Subantarctisch Nieuw-Zeeland (62) in het Marien rijk Zuidelijke Oceaan. De mariene ecoregio is vastgesteld door het World Wide Fund for Nature en The Nature Conservancy en is vernoemd naar de Bountyeilanden en de Antipodeneilanden.
In het noordoosten grenst het gebied aan de mariene ecoregio Chatham Island (198).

## Geografie
De mariene ecoregio ligt in het zuidwesten van de Grote Oceaan rond de Bountyeilanden en de Antipodeneilanden ten zuidoosten van Nieuw-Zeeland.
Door het gebied stroomt het verlengde van de Southlandstroom.

## Biogeografie
Het gebied kent zeeleven dat houdt van arctische temperaturen.